# ルベン・アビト
ルベン・L・F・アビト（Ruben L.F. Habito、1947年 - ）は、フィリピン出身のアメリカの宗教学者（南メソジスト大学教授）。三宝禅準師家でマリア観音禅センターの創設者。元イエズス会のカトリック司祭だったが、現在は禅を指導している。

## 来歴

### 学歴
フィリピン出身。アメリカに長期滞在したことがある帰国子女であった。1964年にイエズス会に入り、1969年にアテネオ・デ・マニラ大学を卒業、翌1970年に来日し、1975年に東京大学大学院文学研究科修士課程を修了、1978年に上智大学大学院神学研究科にて神学修士を取得。及び、東京大学大学院文学研究科博士後期課程満期退学。

### 職歴
満期退学後、上智大学文学部哲学科助教授に就任。カトリック司祭として宣教にも従事する一方、1971年より三宝禅の山田耕雲に禅を師事。印可を受ける。
1989年、イエズス会を脱会しテキサス州ダラスに移住。龍谷大学教授を経て、現在南メソジスト大学教授。社会正義の促進に積極的な活動を進めている「解放の神学」の一人である。1991年、マリア観音禅センターを設立した。

### 学会歴
- 日本印度学佛教学会
- アメリカ神学会 － 理事（2015年 - ）
- 仏教とキリスト教学会 － 会長（2003年 - 2005年）

## 著作

### 日本語
- 『これからのフィリピンと日本 - 民際交流のすすめ - 』（亜紀書房、1987年）
- 『病める日本をみつめて - 人間解放と宗教の再生 - 』（御茶の水書房、1988年）
- 『親鸞とキリスト教の出会いから - 日本的解放の霊性 - 』（明石書店、1989年）
- 『宗教と世界の痛み - 仏教・キリスト教の心髄を求めて - 』（明石書店、1991年）

#### 共著
- 『解放の神学と日本 - 宗教と政治の交差点から - 』（山田経三との共著、明石書店、1985年）
- 『解放の神学が問いかけるもの - アジアの現実と日本の課題 - 』（山田経三との共著、女子パウロ会、1985年）
- 『アキノ政権とフィリピン社会 - わたしの伝えたいフィリピン』（千野境子との共著、亜紀書房、1989年）
- 『聖書と親鸞の読み方―解放の神学と運動の教学』（玉光順正との共著、明石書店、1989年）
- 『アジアのことが気にならないあなたに』（アグネス・チャンとの共著、めこん、1989年）

#### 共編
- 『フィリピンの民衆と解放の神学』（山田経三との共編、明石書店、1986年）

### 英語
- Living Zen, Loving God(Wisdom Publications,1995)
- Experiencing Buddhism - Ways Of Wisdom And Compassion(Orbis Books,2005)
- Healing Breath - Zen for Christians and Buddhists in a Wounded World(Wisdom Publications,2006)
- Total Liberation - Zen Spirituality and the Social Dimension(Wipf & Stock Publishers,2006)

#### 共著
- The Practice of Altruism - Caring and Religion in Global Perspective - (稲場圭信との共著、Cambridge Scholars Publishing,2006)

### 論文
- CiNii>Habito, Ruben

## 出演
TV
- 『朝まで生テレビ』（テレビ朝日）